# Muttler (Weißkam)
De Muttler is een 2630 meter hoge bergtop in de Weißkam van de Ötztaler Alpen in het Oostenrijkse Tirol.
De berg ligt aan het begin van het Taschachtal, vlak bij Mandarfen (gemeente Sankt Leonhard) aan het einde van het Pitztal. De top van de berg valt in het niet bij de 3159 meter hoge top van de Mittagskogel die net ten zuidoosten van de Muttler ligt.